# 6423 Harunasan
A 6423 Harunasan (ideiglenes jelöléssel 1994 CP2) a Naprendszer kisbolygóövében található aszteroida. Kobajasi Takao fedezte fel 1994. február 13-án.